# Parargestes tenuis
Parargestes tenuis är en kräftdjursart som först beskrevs av Sars.  Parargestes tenuis ingår i släktet Parargestes och familjen Argestidae. Arten är reproducerande i Sverige. Inga underarter finns listade i Catalogue of Life.